# Сєнін Григорій Семенович
Григорій Семенович Сєнін (27 листопада 1902, Катеринославська губернія, тепер Донецька область — ?) — український радянський партійний діяч, 2-й секретар Одеського обкому КП(б)У.

## Біографія
Народився в родині шахтаря.
Член РКП(б) з 1920 року.
Перебував на партійній роботі. У 1938—1939 роках — 1-й секретар Євпаторійського районного комітету ВКП(б) Кримської АРСР. У 1939—1941 роках — 1-й секретар Євпаторійського міського комітету ВКП(б) Кримської АРСР.
У березні — жовтні 1941 року — 2-й секретар Одеського обласного комітету КП(б)У.
З жовтня 1941 року — на політичній роботі в Червоній армії, учасник німецько-радянської війни. Служив членом Військової ради 9-ї окремої армії Південного і Північно-Кавказького фронтів.
У 1944 — вересні 1945 року — 2-й секретар Одеського обласного комітету КП(б)У.
У 1945—1948 роках — директор Одеського обласного тресту зернових радгоспів. У 1948—1952 роках — директор свинорадгоспу «Богданівка» Одеської області.

## Звання
- полковий комісар

## Нагороди
- орден «Знак Пошани» (23.01.1948)
- ордени
- медаль «За оборону Одеси»
- медаль «За оборону Кавказу»
- медаль «За перемогу над Німеччиною у Великій Вітчизняній війні 1941—1945 рр.»
- медалі